# Carr Neel
Carr Neel, właśc. Carr Baker Neel (ur. 30 października 1873 w Saint Louis; zm. 2 marca 1949 w Santa Clarze) – amerykański tenisista, zwycięzca U.S. National Championships 1896 w grze podwójnej.
Jest starszym bratem Sama Neela.

## Kariera tenisowa
Carr Neel wygrał raz U.S. National Championships (obecnie US Open) w konkurencji gry podwójnej mężczyzn, w 1896 wspólnie z Samem Neelem, a w 1894 był także w finale. W latach 1895 i 1896 osiągnął półfinał zawodów w grze pojedynczej.

### Finały w turniejach wielkoszlemowych

#### Gra podwójna (1–1)
| Końcowy wynik | Nr | Data | Turniej                              | Nawierzchnia | Partner  | Przeciwnicy                | Wynik finału            |
| ------------- | -- | ---- | ------------------------------------ | ------------ | -------- | -------------------------- | ----------------------- |
| Finalista     | 1. | 1894 | U.S. National Championships, Newport | Trawiasta    | Sam Neel | Clarence Hobart Fred Hovey | 3:6, 6:8, 1:6           |
| Zwycięzca     | 1. | 1896 | U.S. National Championships, Newport | Trawiasta    | Sam Neel | Malcolm Chace Robert Wrenn | 6:3, 1:6, 6:1, 3:6, 6:1 |